# Maria Josepha Carolina af Sachsen
Maria Josepha Carolina af Sachsen (Maria Josepha Karolina Eleonore Franziska Xaveria) (4. november 1731 i Dresden – 13. marts 1767 i Paris) var prinsesse af Sachsen og gennem sit ægteskab med Ludvig Ferdinand, kronprinsesse (dauphine) af Frankrig. Hun var mor til tre konger af Frankrig: Ludvig 16., Ludvig 18. og Karl 10..
Hun var datter af kurfyrst Frederik August 2. af Sachsen, som også var konge af Polen, og Maria Josepha af Østrig, datter af den tysk-romerske kejser Josef 1..
10. januar 1747 blev hun gift i Dresden med kronprins Ludvig af Frankrig.

## Børn
1. Marie Zéphyrine af Frankrig (1750–1755)  Madame Royale;
2. Louis Joseph af Frankrig (1751–1761), Hertug af Bourgogne;
3. Xavier Marie af Frankrig (1753–1754), Hertug af Aquitaine;
4. Louis Auguste af Frankrig, "Louis XVI" (1754–1793);
5. Louis Stanislas af Frankrig, "Ludvig XVIII af Frankrig" (1755–1824);
6. Charles Philippe af Frankrig, "Karl X af Frankrig"  (1757–1836);
7. Marie Clotilde af Frankrig (1759–1802), gift med Karl Emmanuel 4. af Sardinien-Piemont;
8. Élisabeth af Frankrig, ("Madame Élisabeth") (1764–1794)